# وليم باركلي
السير وليم باركلي (بالإنجليزية: William Berkeley)‏ (1605 - 9 يوليو 1677)، كان حاكماً لفرجينيا في أمريكا الشمالية. وقد ظل محبوباً لمدة 10 سنوات بعد أن أصبح حاكماً في عام 1642. وكان أهالي فرجينيا يعيشون بالقرب من ساحل المحيط الأطلسي منذ تأسيس المستعمرة. وقد ساعد باركلي على فتح الأراضي الداخلية، بأن أرسل مجموعات عبرت جبال بلوردج، كما قاد بنفسه قوة عسكرية أحبطت هجوماً للهنود عام 1644. ولكنه اضطهد جماعات الكويكرز، والبيوريتانيين، مما اضطر العديد منهم إلى ترك المستعمرة.
أُجبر على الاستقالة عام 1652 بعد أن سيطر أوليفر كرومول على الحكومة. وعندما اعتلى الملك تشارلز الثاني العرش عام 1660، عاد باركلي حاكماً لفرجينيا مرة أخرى، ورفض أن يُرسل قوة عسكرية لصد هجوم الهنود الحمر عام 1675، مما أدى إلى نشوب ثورة بيكون. تم استدعاؤه إلى إنجلترا عام 1677. ولد باركلي بالقرب من لندن.

## وصلات خارجية
- وليم باركلي على موقع الموسوعة البريطانية (الإنجليزية)